# Liste der Bodendenkmäler in Pfronten
Auf dieser Seite sind die Bodendenkmäler in der schwäbischen Gemeinde Pfronten zusammengestellt. Diese Tabelle ist eine Teilliste der Liste der Bodendenkmäler in Bayern. Grundlage ist die Bayerische Denkmalliste, die auf Basis des Bayerischen Denkmalschutzgesetzes vom 1. Oktober 1973 erstmals erstellt wurde und seither durch das Bayerische Landesamt für Denkmalpflege geführt wird. Die folgenden Angaben ersetzen nicht die rechtsverbindliche Auskunft der Denkmalschutzbehörde.

## Bodendenkmäler der Gemeinde Pfronten

### Bodendenkmäler in der Gemarkung Bergpfronten
| Lage                    | Objekt | Akten-Nr.     | Bild |
| ----------------------- | --- | ------------- | ---- |
| Bergpfronten (Standort) | Mittelalterliche und frühneuzeitliche Befunde im Bereich der Katholischen Filialkirche St. Martin in Kappel.                                 | D-7-8329-0033 |      |
| Bergpfronten (Standort) | Frühneuzeitliche Befunde im Bereich der Katholischen Kapelle St. Anna in Rehbichel.                                                          | D-7-8329-0056 |      |
| Bergpfronten (Standort) | Mittelalterliche und frühneuzeitliche Befunde im Bereich der Burgruine Falkenstein, ihres Vorburgareals und des zugehörigen Wirtschaftshofs. | D-7-8429-0032 |      |
| Bergpfronten (Standort) | Mittelalterliche und frühneuzeitliche Befunde im Bereich der Katholischen Pfarrkirche St. Nikolaus in Berg und ihrer Vorgängerbauten.        | D-7-8429-0035 |      |
| Bergpfronten (Standort) | Frühneuzeitliche Befunde im Bereich der Katholischen Kapelle Hl. Kreuz in Kreuzegg.                                                          | D-7-8429-0040 |      |
| Bergpfronten (Standort) | Frühneuzeitliche Befunde im Bereich der Katholischen Kapelle St. Johannes Evangelist in Röfleuten.                                           | D-7-8429-0048 |      |
| Bergpfronten (Standort) | Frühneuzeitliche Befunde im Bereich der Katholischen Kapelle St. Sebastian in Weißbach.                                                      | D-7-8429-0052 |      |

### Bodendenkmäler in der Gemarkung Steinachpfronten
| Lage                        | Objekt | Akten-Nr.     | Bild |
| --------------------------- | --- | ------------- | ---- |
| Steinachpfronten (Standort) | Teilstück eines Wegs der Hallstattzeit.                                                                                                   | D-7-8429-0023 |      |
| Steinachpfronten (Standort) | Mittelalterliche und frühneuzeitliche Befunde im Bereich der Katholischen Kapelle St. Coloman in Ösch und ihrer Vorgängerbauten.          | D-7-8429-0046 |      |
| Steinachpfronten (Standort) | Mittelalterliche und frühneuzeitliche Befunde im Bereich der Katholischen Filialkirche St. Michael in Steinach und ihrer Vorgängerbauten. | D-7-8429-0050 |      |